# تلاپانالویا
تلاپانالویا (به اسپانیایی: Tlapanaloya) یک منطقهٔ مسکونی در مکزیک است که در تکیسکیاک واقع شده‌است. تلاپانالویا ۱۰٫۸۳ کیلومتر مربع مساحت دارد ۲٬۱۰۰ متر بالاتر از سطح دریا واقع شده‌است.